# 幕ノ内信号場
幕ノ内信号場（まくのうちしんごうじょう）は、山形県鶴岡市幕野内にある、東日本旅客鉄道（JR東日本）羽越本線の信号場である。

## 歴史
- 1964年（昭和39年）9月30日：開業[1]。

## 構造
鶴岡駅より藤島駅方向に約3.2kmにある2線の信号場。
本線・副本線とも双方向に出発信号機を備えた一線スルー構造となっている。

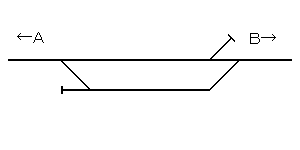
構内配線図　A: 鶴岡　B: 藤島

## 周辺
耕作地（水田）が広がる。

## 隣の施設
東日本旅客鉄道（JR東日本）
■羽越本線
鶴岡駅 - 幕ノ内信号場 - 藤島駅